# Есниц (Пушвиц)

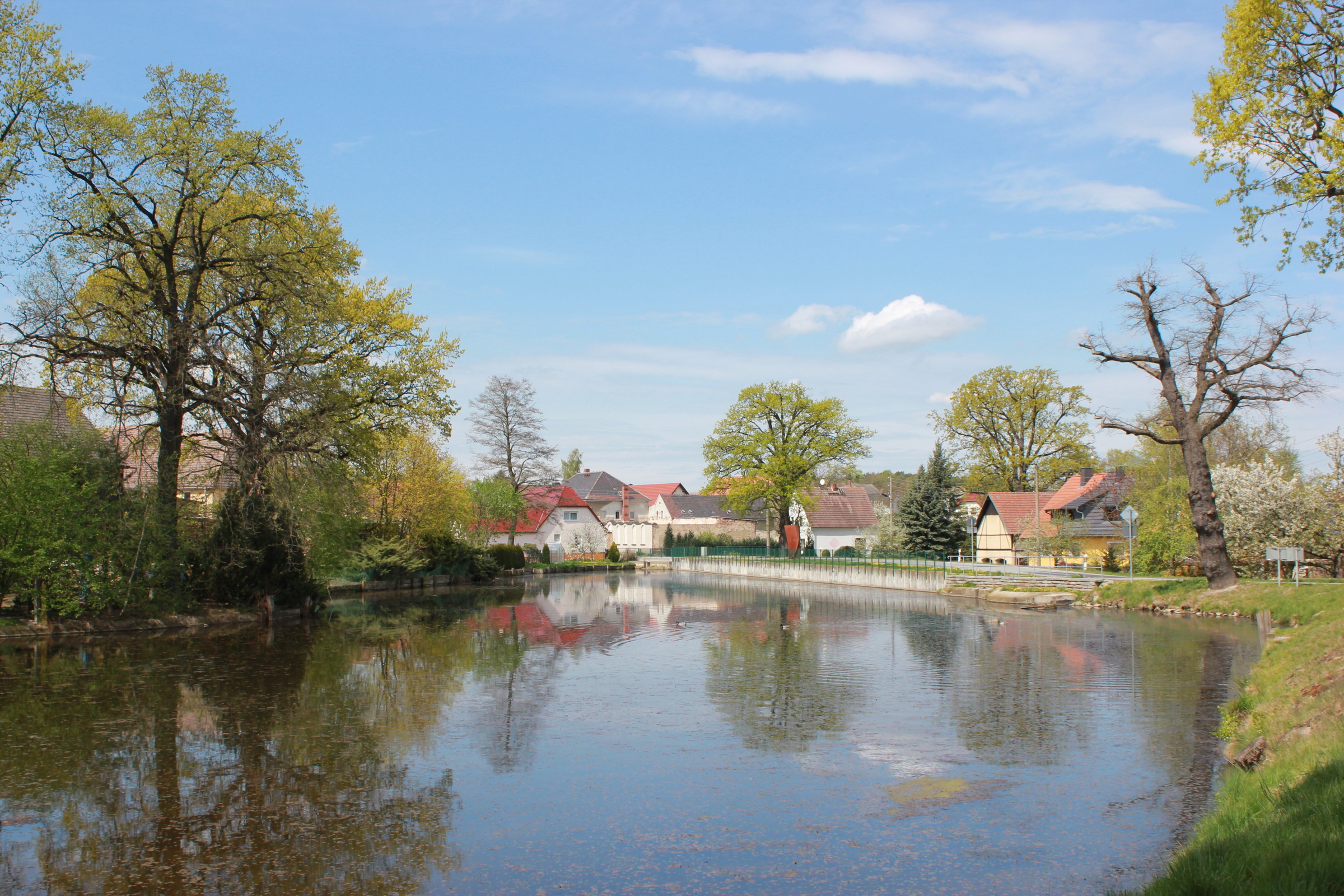

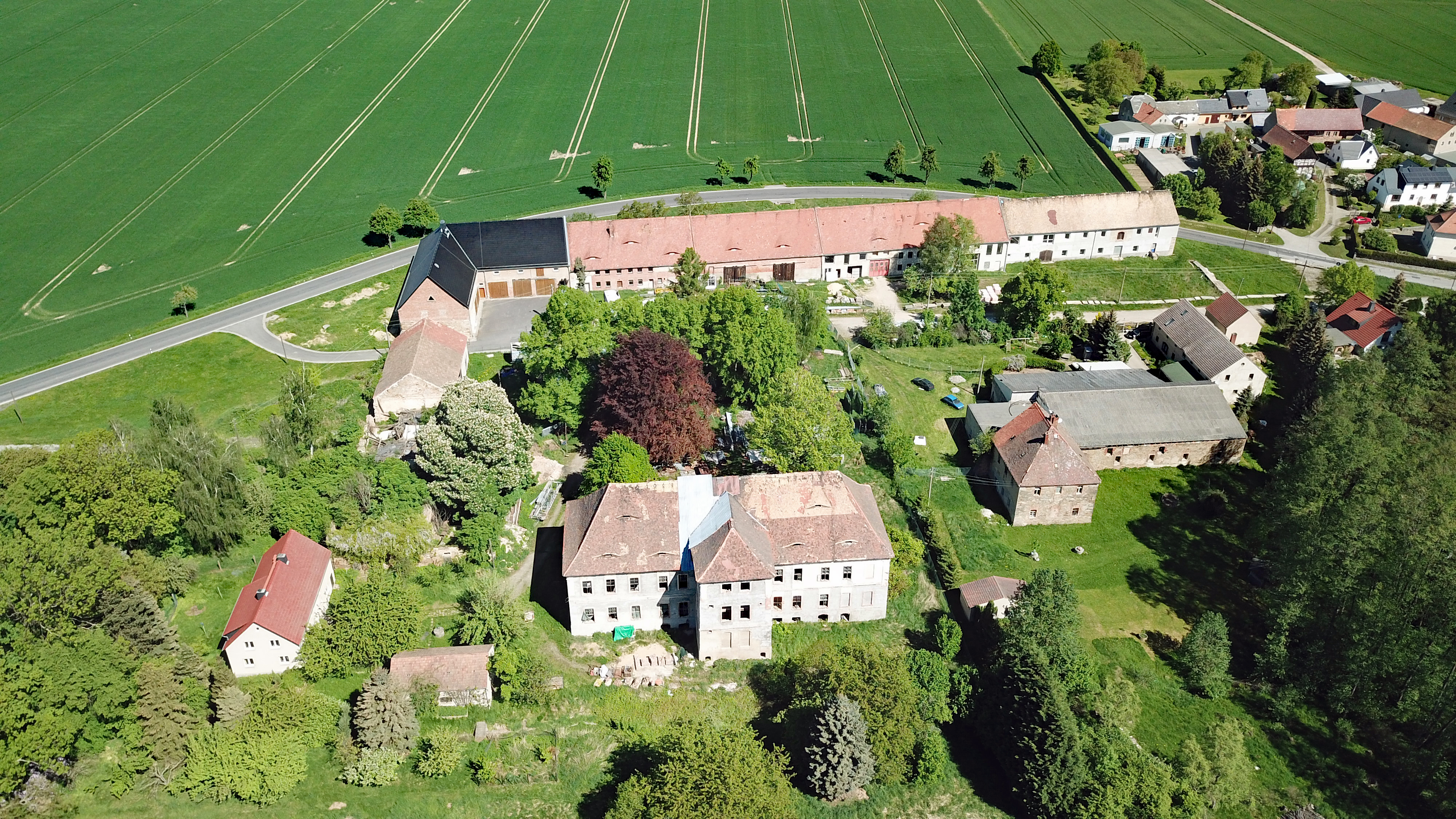
Усадьба

Е́сниц или Я́сеньца (нем. Jeßnitz; в.-луж. Jaseńcaо файле) — деревня в Верхней Лужице, Германия. Входит в состав коммуны Пушвиц района Баутцен в земле Саксония. Подчиняется административному округу Дрезден.

## География
Находится на верхнелужицких сельскохозяйственных угодьях при юго-западной границе лужицкого католического района около 17 километров на северо-запад от Будишина. Граничит на севере с деревней Доброшицы коммуны Нешвиц (Dobrošicy, Doberschütz), на востоке — с административным центром коммуны Пушвиц, на юго-востоке — с деревней Гора (Guhra, Hora), на юге — с деревней Лусч (Lauske, Łusč), на юго-западе — с административным центром коммуны Кроствиц и на северо-западе — с деревней Горки (Horka, Hórki) коммуны Кроствиц.
На севере от деревни располагается холм Шибеньца (Šibjeńca) высотой 216 метров.

## История
Впервые упоминается в 1365 году под наименованием Jesnicz. С 1458 года деревня была рыцарской мызой. В XVIII веке в деревне была построена барочная усадьба.
В XIX веке жители деревни активно участвовали в серболужицком национальном возрождении. В 1873 году в деревне было создано общество «Katolska Bjesada za Jaseńcu pola Njeswačidła a wokolinu» (Католическая беседа в Ясеньце около Несвачидло и окрестностях), ставшее впоследствии одним из инициаторов образования серболужицкой культурно-просветительской организации «Домовина». С 1880 года в деревне действовал народный театр. С 1901 по 1932 года в деревне действовало общество велосипедистов «Kołojězdne towarstwo Jednota».
С 1936 года входит в состав современной коммуны Пушвиц.
В настоящее время деревня входит в состав культурно-территориальной автономии «Лужицкая поселенческая область», на территории которой действуют законодательные акты земель Саксонии и Бранденбурга, содействующие сохранению лужицких языков и культуры лужичан.

## Население
Официальным языком в населённом пункте, помимо немецкого, является также верхнелужицкий язык.
Согласно статистическому сочинению «Dodawki k statisticy a etnografiji łužickich Serbow» Арношта Муки в 1884 году проживало 288 человек (из них — 281 серболужичанин (98 %)).
Большинство жителей являются католиками (в 1925 году было 75 %).
| 1834 | 1871 | 1884 | 1890 | 1910 | 1925 | 2011 |
| ---- | ---- | ---- | ---- | ---- | ---- | ---- |
| 136  | 282  | 288  | 286  | 275  | 329  | 159  |

## Достопримечательности
- Помещичья усадьба — памятник культуры земли Саксония (№ 09304046)[8]